# Lluïsa Forrellad
Lluïsa Forrellad i Miquel (Sabadell, Barcelona, 17 de mayo de 1927-Sardañola del Vallés, Barcelona, 4 de agosto de 2018) fue una escritora española en lengua catalana y española. Ganadora del Premio Nadal en 1953 a la edad de 26 con la novela Siempre en capilla.

## Biografía
Tuvo una hermana gemela llamada Francesca Forrellad (1927-2013) que también fue escritora en lengua catalana.
Ganó el Premio Nadal en 1953 con solo 26 años con su obra Siempre en capilla. La novela narra en primera persona, desde un estudiable punto de vista, los trances de dos médicos y un químico recién titulados durante una epidemia de difteria en el Londres de finales del siglo XIX.
De difícil clasificación, quizá romanticismo gótico tardío, y en especial en el contexto de la época y del resto de novelas ganadoras entonces del Nadal, todas encuadrables, dentro de un mayor o menor interés literario, en el llamado realismo social de la posguerra, resulta, más de cincuenta años después de su publicación, una lectura decididamente excitante.
Después de más de 50 años de silencio publica en 2006 una de las obras que estuvo escribiendo Foc Latent (Angle editorial, en castellano Fuego latente, ed. Espasa, 2006), para el que la autora realizó una exhaustiva investigación de materiales históricos, narra una historia romántica ambientada en la convulsa Barcelona de finales del siglo XIX, donde se entremezclan pasiones, secretos y revueltas. 
A raíz del premio, la popularidad se desata pero ella decide desaparecer de la escena pública. La prensa la llama «la escritora fantasma». Forrellad, infatigable, no deja nunca de escribir y de reescribir durante las siguientes décadas. Foc Latent/Fuego latente (2006, Angle Editorial/Espasa Calpe) marcó su reaparición pública más de cincuenta años después, con un éxito rotundo de público y crítica. Publicó también en lengua catalana, además: Sempre en capella (2007), Retorn amarg (2008) —considerada por Time Out una de las cinco mejores novelas del año—, El primer asalt (2009) y L'Olor del mal (2010).
Falleció en Bellaterra, entidad municipal de Sardañola del Vallés (provincia de Barcelona), el 4 de agosto de 2018.